# Clermont (Georgie)
Clermont je město v Hall County, v Georgii, ve Spojených státech amerických. V roce 2011 žilo ve městě 878 obyvatel.

## Demografie
Podle sčítání lidí v roce 2000 žilo ve městě 419 obyvatel, 161 domácností a 124 rodin. V roce 2011 žilo ve městě 436 mužů (49,7%), a 442 žen (50,3%). Průměrný věk obyvatele je 39 let.